# Meir Sternberg
Meir Sternberg (3 ottobre 1944) è un critico letterario e biblista israeliano, Artzt Professor di poetica e letteratura comparata all'Università di Tel Aviv.
Insieme a Robert Alter e ad Adele Berlin, Sternberg è uno dei principali esponenti dell'approccio critico-letterario alla Bibbia.
Dal 1994 al 2016, ha diretto la rivista accademica Poetics Today: International Journal for Theory and Analysis of Literature and Communication, edita dalla Duke University Press.

## The Poetics of Biblical Narrative
Il suo libro più noto è The Poetics of Biblical Narrative del 1985, nel quale afferma che la Sacra Scrittura è un testo infallibile, tale per cui qualsiasi lettore si accosti alla Parola di Dio in "buona fede" inevitabilmente otterrà la retta comprensione del suo significato autentico. Ritiene che la Bibbia sia stata scritta da un narratore onnisciente, per tramite del quale Dio onnisciente ha rivelato certe verità.  Gli autori dei libri biblici avrebbero inserito intenzionalmente delle lacune nel testo in modo da nascondere alcune conoscenze e generare ambiguità. I tre temi fondamentali trattati dagli autori dei libri biblici sono l'estetica, la storia e l'ideologia.
Insieme ad Alter, sostenne che il testo biblico pervenuto nel XX secolo presenta una sostanziale coerenza interna e che molti dei "problemi" che altri studiosi moderni ravvisano in esso, sono un'imposizione di sensibilità estetiche non allineate col contesto storico della Bibbia.
Secondo Jeffrey Staley, Alter, Adele Berlin e Shimon Bar-Efrat, Sternberg fu un maestro nel «guidare il lettore attraverso i colpi di scena improvvisi e le curve brusche, le vertiginose vette e le discese ripide che compongono l'arte dell'antica caratterizzazione ebraica».

## Premi
- 1996: Premio Israele, per il contributo alla teoria letteraria.